# Vassallatge
El vassallatge era un pacte en el qual un vassall jurava fidelitat, ajuda militar i consell en el govern al rei. Els nobles que eren vassalls del rei podien alhora tenir vassalls propis, normalment nobles menys importants, a qui s'atorgava un feu més petit. El pacte de vassallatge constava de dues parts:
- Homenatge: part en què els nobles es convertien en vassalls del rei. S'agenollaven i besant la mà del monarca li juraven fidelitat, ajuda militar i consell en el govern.
- Investidura: part en què el rei cedia una porció de terra, el feu, al seu vassall.

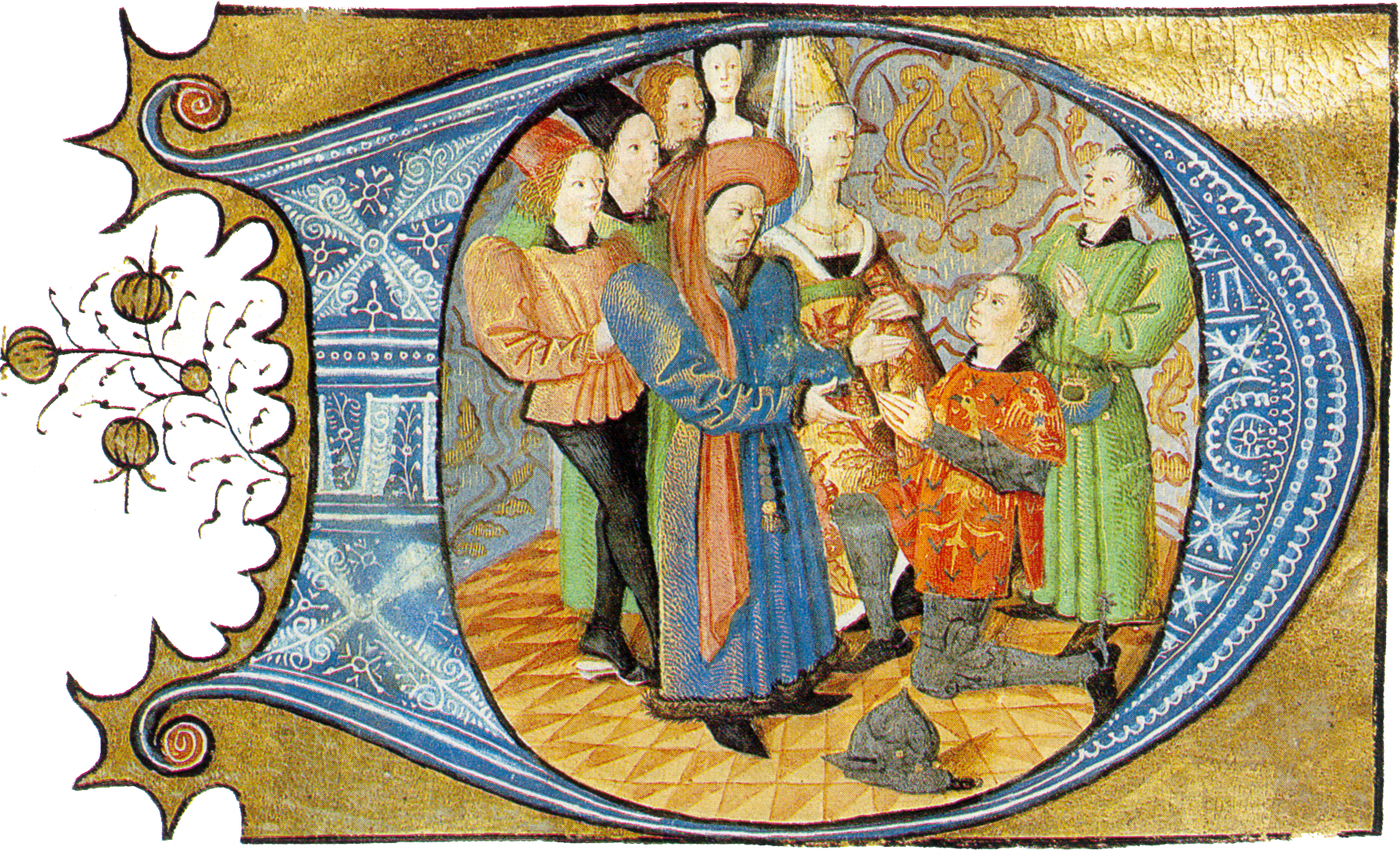
Charles d'Orleans rep l'homenatge d'un vassall. Miniatura d'un còdex medieval

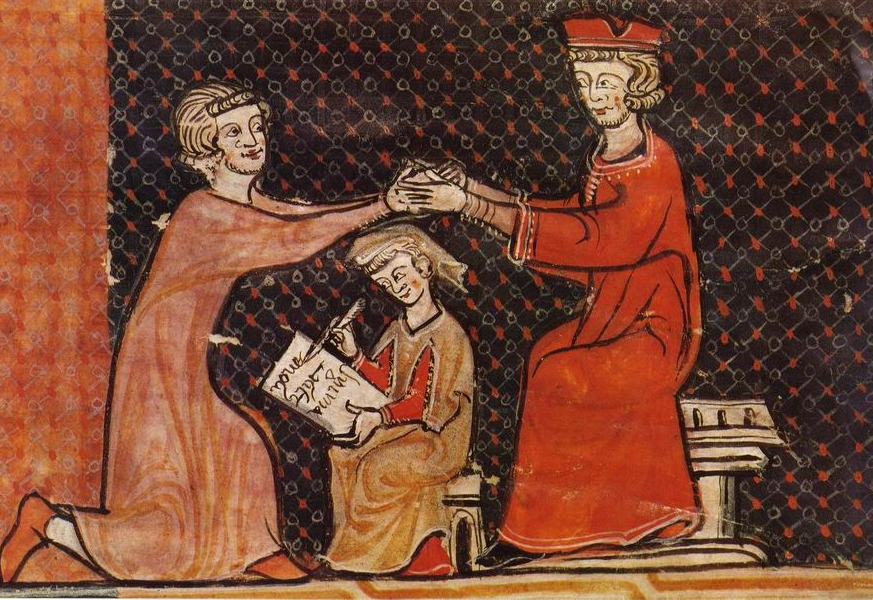
Il·lustració medieval d'un homenatge. Archives Départementales de Perpignan

El vassall o feudatari era, durant el feudalisme, un noble de categoria inferior que demanava protecció a un noble de categoria superior, el seu senyor feudal. Li jura fidelitat, dona assistència i presta servei militar a favor seu, rebent a canvi el control i jurisdicció sobre la terra i la població del seu feu o senyoriu.
Encara que la confusió dels termes vassall i serf és molt freqüent (i hi ha textos antics en què això ocorre), no s'ha de confondre el terme vassall amb el de serf, el qual no és un noble, sinó un camperol que se sotmet a la protecció d'un noble, i es denomina servitud la relació que s'estableix, i senyoriu l'espai físic i la institució en la qual es dona.

## Origen
Els reis germànics acostumaven a repartir grans lots de terra entre els seus vassalls i familiars. Durant l'època carolíngia, els sobirans, per fornir l'administració de grans territoris i armar exèrcits, recorregueren al sistema de recompensar els serveis civils i militars mitjançant la concessió de terres. Aquesta concessió territorial pren el nom de benefici. És, doncs, un territori atorgat en usdefruit a canvi del jurament de fidelitat al rei, o de determinats serveis prestats.

## Expansió (segle X)
Però des de mitjan segle IX fins al començament del X, l'Imperi Carolingi s'anà descomponent en un mosaic de petits estats, ja que els grans senyors aconseguiren que els càrrecs comtals fossin hereditaris (capitular de Quierzy (877). L'heretabilitat del benefici rebrà el nom de feu. El feu era, doncs, un pacte entre dues persones nobles, una de les quals, en posició preeminent (senyor feudal) rebia de l'altra (feudatari o vassall) la prestació d'homenatge, amb el corresponent jurament de fidelitat, a canvi de lliurar-li un domini reial, el feu. L'objecte del feu consistia, generalment, en l'usdefruit d'un terme rural, de la terra i altres drets inherents, però també podia ser un càrrec o funció pública, l'explotació d'un establiment, unes rendes...
A la vegada, els grans feudataris podien concedir a altres persones part del benefici que rebien: el vassall pot esdevenir senyor d'un vassall inferior. Mitjançant aquest sistema de subinfeudacions, es constituí una jerarquia que donà a la societat feudal una estructura piramidal, en el vèrtex de la qual hi havia el sobirà, rei o emperador.
La relació que mantenen noble i vassall es denomina vassallatge, i és considerat com un contracte bilateral (el qual estableix obligacions recíproques entre ambdues parts). El contracte de vassallatge es basa en obligacions mútues, que es van anar institucionalitzant en època carolíngia, partint tant de l'evolució d'institucions del Baix Imperi romà com, sobretot, del dret consuetudinari germànic.
Les obligacions del serf són auxilium et consilium (enteses com a obligació de mantenir fidelitat militar i política), i es reconeixien amb l'acte de l'homenatge, ritualitzat en una sèrie d'actes físics (inmixtio manum, osculum) que es realitzaven en la torre de l'homenatge del castell del senyor, als quals seguia la investidura, en la qual el senyor lliurava simbòlicament els mitjans de manteniment al vassall.
L'obligació del senyor és la de mantenir el vassall, fet que en la major part dels casos consisteix en la concessió de l'usdefruit d'un feu (terres amb camperols), que el vassall administra i de les rendes del qual es beneficia, però no posseeix en règim de propietat: els camperols també tenen drets sobre la terra, i el senyor del vassall tampoc renuncia a una possible reversió en cas de traïció del vassall (ruptura del contracte per incompliment de la fidelitat deguda).
La confusió de drets sobre la terra era possiblement una cosa pretesa pel sistema (divisió entre domini útil i domini eminent, etc.). Els feus es van anar fent vitalicis i hereditaris al llarg de l'edat mitjana, però el concepte de propietat privada és aliè al món feudal, no tenia el paper central que va tenir en el dret romà o que tindria en el capitalisme.

## Piràmide del vassallatge
La possibilitat que un vassall prengui sota la seva protecció al seu torn altres persones, que passen a ser les seves vassalles i ell a ser el seu senyor, estableix una xarxa piramidal de relacions de vassallatge anomenada piràmide feudal o piràmide de vassallatge, a la cúspide de la qual es troba l'emperador, sota ell els reis, sota aquests els ducs, comtes i marquesos (els feus dels quals són els ducats, comtats i marques), sota aquests els senyors de grans feus, sota aquests els seus barons, infançons, cavallers, escuders, etc.
L'estructuració del clergat i la seva vinculació als interessos de la noblesa pel seu poder econòmic i territorial (mans mortes) i els tres vots monàstics (pobresa, obediència i castedat) van produir una piràmide semblant, tant en el clergat secular (papa, arquebisbes, bisbes, canonges, arxiprestes, sacerdots) com en el regular (generals i provincials dels diferents ordes religiosos, abats i monjos dels diferents monestirs), i en els ordes militars.
Per extensió del terme, es consideren vassalls tots els súbdits pel que fa al seu rei, siguin o no nobles, i fins i tot tots els subjectes a règim senyorial pel que fa al seu senyor.

## Crisi del vassallatge (segle XIV)
La dissolució de la piràmide feudal va començar per la seva cúspide, quan els reis comencen a considerar-se imperator in regno suo ('emperadors en el seu regne'), recolzats moltes vegades pel papa, del qual podien considerar-se teòricament vassalls (així va sorgir la independència de Portugal, per exemple).
La baixa edat mitjana va presenciar la crisi del vassallatge juntament amb la crisi del segle XIV: la separació nítida entre l'alta noblesa (senyors que havien concentrat grans extensions) i la baixa noblesa empobrida (els gentilhomes), al mateix temps que s'enforteix el poder reial, que evoluciona cap a les monarquies autoritàries i augmenta la importància de la burgesia de les ciutats, que passen a ser un espai polític d'importància, aliè a les xarxes del vassallatge, en què s'assenta el poder del patriciat urbà.